# 塔姆鲍尔-丘姆-阿赫马达巴德
塔姆鲍尔-丘姆-阿赫马达巴德（Tambaur-cum-Ahmadabad），是印度北方邦Sitapur县的一个城镇。总人口19683（2001年）。

## 人口
该地2001年总人口19683人，其中男性10388人，女性9295人；0—6岁人口4294人，其中男2181人，女2113人；识字率31.72%，其中男性为37.90%，女性为24.82%。